# Kabo (Burkina Faso)
Pour les articles homonymes, voir Kabo (homonymie).
Kabo est une commune rurale située dans le département de Yako de la province du Passoré dans la région Nord au Burkina Faso.

## Géographie
Kabo se trouve à 18 km au sud du centre de Yako, le chef-lieu de la province, et à 2,5 km au nord-est de Tindila.

## Santé et éducation
Kabo dispose d un  centre de santé et de promotion sociale 
Kabo possède deux écoles primaires publiques (A et B) en dur.